# Sebring, Florida
Sebring är en stad (city) i den amerikanska delstaten Florida med 10 470 invånare (2009). Sebring är administrativ huvudort i Highlands County, Florida.
Sebring International Raceway är en racerbana belägen vid ett flygfält i Sebring. Banan är 5,95 km lång i sitt längsta utförande, vilket körs under banans stortävling Sebring 12-timmars.

## Klimat
Sebring har ett fuktigt subtropiskt klimat med heta, fuktiga och nederbördsrika somrar 32 - 34° under dagarna och över 20° på kvällarna. Vintertid är temperaturerna över 6° på kvällarna och oftast runt 20° på dagen.
Årsnederbörden är omkring 1100 mm; mest regn faller under sommaren i samband med åskskurar på eftermiddagen.
|                                            | Jan | Feb | Mar | Apr | Maj | Jun | Jul | Aug | Sep | Okt | Nov | Dec |
| ------------------------------------------ | --- | --- | --- | --- | --- | --- | --- | --- | --- | --- | --- | --- |
| Normaldygnets maximitemperaturs medelvärde | 23  | 24  | 26  | 28  | 31  | 32  | 33  | 32  | 32  | 29  | 26  | 23  |
| Normaldygnets minimitemperaturs medelvärde | 9   | 10  | 13  | 15  | 18  | 21  | 22  | 22  | 22  | 18  | 14  | 11  |
|                                            |     |     |     |     |     |     |     |     |     |     |     |     |
| Nederbörd                                  | 63  | 61  | 77  | 55  | 92  | 210 | 173 | 182 | 152 | 77  | 58  | 48  |

| Diagram | temperaturer i °C • månadsnederbörd i mm • Källa: weather.com | temperaturer i °C • månadsnederbörd i mm • Källa: weather.com | temperaturer i °C • månadsnederbörd i mm • Källa: weather.com | temperaturer i °C • månadsnederbörd i mm • Källa: weather.com | temperaturer i °C • månadsnederbörd i mm • Källa: weather.com | temperaturer i °C • månadsnederbörd i mm • Källa: weather.com | temperaturer i °C • månadsnederbörd i mm • Källa: weather.com | temperaturer i °C • månadsnederbörd i mm • Källa: weather.com | temperaturer i °C • månadsnederbörd i mm • Källa: weather.com | temperaturer i °C • månadsnederbörd i mm • Källa: weather.com | temperaturer i °C • månadsnederbörd i mm • Källa: weather.com | temperaturer i °C • månadsnederbörd i mm • Källa: weather.com |
|         | 63 23 9                                                       | 61 24 10                                                      | 77 26 13                                                      | 55 28 15                                                      | 92 31 18                                                      | 210 32 21                                                     | 173 33 22                                                     | 182 32 22                                                     | 152 32 22                                                     | 77 29 18                                                      | 58 26 14                                                      | 48 23 11                                                      |